# Nationaal Bevrijdingsleger (Colombia)
Het Nationaal Bevrijdingsleger (Spaans: Ejército de Liberación Nacional of ELN) is een Colombiaanse guerrillabeweging die sinds 1964 actief is. De groep telt ongeveer 2000 tot 2500 strijders en is daarmee relatief klein naast de inmiddels gedemobiliseerde FARC. De ELN is marxistisch-leninistisch georiënteerd.
Van 2005 tot 2017 zijn er pogingen gedaan om tot een vredesakkoord te komen tussen de ELN en de Colombiaanse overheid in Havana. Vanaf 1 oktober 2017 gold een staakt-het-vuren, dat tot 12 januari 2018 zou duren. Vanaf 11 januari 2018 voerde de ELN een aantal aanslagen op militairen en oliepijplijnen uit, waarna de Colombiaanse overheid zich terugtrok uit de onderhandelingen.

## Geschiedenis
De ELN werd in 1964 opgericht door Fabio Vásquez Castaño, die lange tijd, samen met zijn familie, belangrijke posten in de organisatie innam. De dood van de eveneens aan de groep verbonden priester Camilo Torres zorgde ervoor dat eind jaren zestig veel katholieken, vooral uit de armere klassen, zich aansloten bij de beweging. De ELN werd opgericht nadat de liberale en conservatieve partij van Colombia een pact sloten (het Nationale Front) om de aanwezigheid van de centrale overheid in het land weer te herstellen en de macht van politieke partijen tegenover de militaire sector te vergroten. Dit vormde een prikkel voor groepen die zich niet door de twee grote partijen vertegenwoordigd voelden om zich aan te sluiten bij een gewelddadige groepering, zoals de ELN en later ook de FARC. Veel meer dan bij de FARC lag het accent bij de ELN al meteen bij militaire acties en gewapende acties hebben altijd een centrale plaats ingenomen. Van 2002 tot 2007 werd er echter wel deelgenomen aan vredesbesprekingen met de regering, maar dit leidde niet tot concrete resultaten. In april 2008 kondigde de ELN aan weer aan de onderhandelingstafel plaats te nemen.
Ondanks de onderhandelingen ging de ELN door met militaire acties en ontvoeringen. Zo werden in mei 2016 de Spaanse journaliste Salud Hernández en twee Colombiaanse journalisten enige tijd gegijzeld, en in juni 2017 de Nederlandse programmamaker Derk Bolt en diens cameraman Eugenio Follender. Deze werden na zes dagen weer vrijgelaten.

## Leiding
De ELN werd vanaf 1973 geleid door de Spaanse priester Camilo Perez, ook wel El Cura Perez. Na zijn dood in 1998 werd de leiding overgenomen door Nicolás Rodríguez Bautista, alias Gabino. In 2008 was het woordvoerder Francisco Galán die aankondigde dat de ELN wilde terugkeren aan de onderhandelingstafel. Hierop werd hij door de ELN afgezet als woordvoerder, al kreeg hij wel toestemming voor de onderhandelingen.

## Activiteiten
De primaire activiteiten van de ELN zijn aanslagen op militair personeel, politieagenten, leden van de economische elite en de militaire infrastructuur. Daarnaast heeft de ELN ook aanslagen gepleegd op burgers.
Net zoals andere guerrillabewegingen in Latijns-Amerika verwerft de ELN inkomsten door het afpersen en belasten van bedrijfseigenaren (klein en groot) en het ontvoeren van relatief welgestelde burgers. In de gewelddadige periode tussen 2000 en 2007 zijn 153 gijzelaars door de ELN vermoord. In totaal hield de ELN ruim 3000 mensen gegijzeld in deze periode. Volgens een schatting van de Verenigde Naties, gepubliceerd in 2008, was tot dan toe 12% van alle moorden op burgers in de Colombiaanse conflicten gepleegd door guerrilla's van de FARC en de ELN, 80% gepleegd door rechtse paramilitairen en de resterende 8% begaan door veiligheidstroepen. Volgens de Verenigde Naties heeft de ELN, net als andere gewapende groepen zoals de FARC en de paramilitaire AUC, een "volledig gebrek aan respect voor mensenrechten".
Derk Bolt werd op 17 juni 2017 met zijn cameraman Eugenio Follender ontvoerd in de plaats El Tarra in de Colombiaanse deelstaat Norte de Santander.
Op 1 januari 2023 heeft de Colombiaanse regering onder president Gustavo Petro een staak-het-vuren bereikt met vijf gewapende groepen waaronder overblijfselen van de FARC en de ELN. De wapenstilstand geldt zes maanden, maar kan met onderhandelingen worden verlengd.